# Piarsciły
Piarsciły (biał. Пярсцілы; ros. Перстилы) – wieś na Białorusi, w obwodzie mohylewskim, w rejonie mohylewskim, w sielsowiecie Zawadskaja Słabada.